# V. Narayanaswami
V. Narayanaswami ( 1894–ca. 1962), fue un botánico indio.

## Algunas publicaciones
- A Revision of the Indo-Malayan Species of Glycosmis. Botanical Survey of India, Vol. XIV, Nº 2
- 1978. Records of the Botanical Survey of India Calder, C. C.; Narayanaswami, V; Ramaswami, M.S; Fisher, C.E.C. Vol XI- Nº 1 1926, Rep. 1978.
- 1973. Purushothaman, KK; A Sarada; V Narayanaswami. Chemical examination of Swertia chirata. Leather Sci. (Madras) 1973, 20, 132–134
- 1965. A bibliography of Indology. Vol 2. Indian botany. National Library, Calcuta 1961 & 1965. 2 vols.; 370 + 412 pp.
- 1941. A Revision of the Indo-Malayan Species of Glycosmis Correa. Manager of Publications, Delhi

- La abreviatura «V.Naray.» se emplea para indicar a V. Narayanaswami como autoridad en la descripción y clasificación científica de los vegetales.[1]